# Dixa bifasciata
Dixa bifasciata är en tvåvingeart som beskrevs av Enrico Adelelmo Brunetti 1911. Dixa bifasciata ingår i släktet Dixa och familjen u-myggor. Inga underarter finns listade i Catalogue of Life.